# Ambler Airport

i7
i11
i13
Der Ambler Airport (IATA: ABL; ICAO: PAFM) ist ein staatlich betriebener Flughafen, der sich 1,85 km nördlich von Ambler befindet,  einer Stadt im Northwest Arctic Borough im Bundesstaat Alaska.

## Infrastruktur
Der Flughafen Ambler hat eine Fläche von 110 Hektar und befindet sich auf einer Höhe von 102 Metern über Meer. Der Flughafen hat zwei Pisten aus Kies:
- 09/27: 732 Meter × 18 Meter
- 18/36: 914 Meter × 18 Meter